# Chợ Minh Phụng
Chợ Minh Phụng hay Chợ Cây Gõ, thuộc địa phận Quận 6, Thành phố Hồ Chí Minh với diện tích 2412 m². Chợ Minh Phụng được chia thành 440 sạp với tổng mức vốn đầu tư 3 tỷ đồng bằng nguồn vốn kêu gọi đầu tư trong nước. Chợ kinh doanh về các mặt hàng nông sản, thực phẩm, bách hoá tổng hợp, hàng tiêu dùng,v.v..

## Thành lập
Ngày 1 tháng 1 năm 1995, Sở Kế hoạch và Đầu tư ra quyết định 2246/QĐ-UB-TM về việc thành lập chợ Minh Phụng là chơ loại 2, thuộc địa bàn Quận 6, Thành phố Hồ Chí Minh.